# Treia
Treia là một đô thịthuộc tỉnh Macerata trong vùng Marche nước Ý. Đô thị này có diện tích 93 km², dân số thời điểm 31 tháng 12 năm 2004 là 9606 người.
Đô thị này có làng trực thuộc: Passo di Treia, Chiesanuova di Treia, Santa Maria in Selva, Camporota.
Đô thị này giáp các đô thị sau: Appignano, Cingoli, Macerata, Pollenza, San Severino Marche, Tolentino.